# Retrato de Jean-François Gilibert
El Retrato de Jean-François Gilibert es un cuadro pintado en 1804-1805 por Jean-Auguste-Dominique Ingres. El modelo del retrato, un abogado, originario de Montauban como Ingres, era uno de los amigos íntimos del pintor; está representado de medio cuerpo, en un estilo deliberadamente inacabado. El cuadro se encuentra, desde 1937, en las colecciones del museo Ingres (inventario MI.37.2).

## Procedencia
La obra fue propiedad del modelo hasta su muerte, y pasó luego a posesión de su hija Pauline Gilibert esposa de Montet. En la colección de la familia, la última propietaria Madame Fournier lo legó en 1937 al museo Ingres de Montauban.